# Медаль Філдса
Медаль Філдса (англ. Fields Medal) — нагорода, яка надається двом, трьом або чотирьом математикам на Міжнародному конгресі математиків, що відбувається під егідою Міжнародного математичного союзу раз на чотири роки. Ця медаль вважається найпрестижнішою відзнакою в математиці та надається молодим математикам, яким менше за сорок років, за значний вклад у науку. Сума нагороди становить 15 000 канадських доларів. Засновником премії був канадський математик Джон Чарлз Філдс.
На золотій медалі Філдсівського лауреата — зображення голови Архімеда і напис: «Побороти свою людську обмеженість і завоювати Всесвіт», на зворотньому боці — «Математики, які зібралися зі всього світу, вшановують чудовий вклад у пізнання».

## Лауреати премії
| 1936 | Ларс Альфорс ( Фінляндія)                           |
|      | Джессі Дуглас ( США)                                |
| 1950 | Лоран Шварц ( Франція)                              |
|      | Атле Сельберг ( Норвегія)                           |
| 1954 | Куніхіко Кодайра ( Японія)                          |
|      | Жан-П'єр Серр ( Франція)                            |
| 1958 | Клаус Рот ( Велика Британія)                        |
|      | Рене Том ( Франція)                                 |
| 1962 | Ларс Германдер ( Швеція)                            |
|      | Джон Мілнор ( США)                                  |
| 1966 | Майкл Френсіс Атія ( Велика Британія)               |
|      | Пол Джозеф Коен ( США)                              |
|      | Александер Ґротендік ( Франція)                     |
|      | Стівен Смейл ( США)                                 |
| 1970 | Алан Бейкер ( Велика Британія)                      |
|      | Хіронака Хейсуке ( Японія)                          |
|      | Сергій Новіков ( СРСР)                              |
|      | Джон Грігз Томпсон ( США)                           |
| 1974 | Енріко Бомб'єрі ( Італія)                           |
|      | Девід Мамфорд ( Велика Британія)                    |
| 1978 | П'єр Рене Делінь ( Бельгія)                         |
|      | Чарльз Фефферман ( США)                             |
|      | Григорій Маргуліс ( СРСР)                           |
|      | Деніел Квіллен ( США)                               |
| 1982 | Ален Конн ( Франція)                                |
|      | Вільям Терстон ( США)                               |
|      | Шинтан Яу ( КНР)                                    |
| 1986 | Саймон Дональдсон ( Велика Британія)                |
|      | Герд Фалтінгс ( Німеччина)                          |
|      | Майкл Фрідман ( США)                                |
| 1990 | Володимир Дрінфельд ( СРСР)                         |
|      | Воен Джонс ( Нова Зеландія)                         |
|      | Морі Сігефумі ( Японія)                             |
|      | Едвард Віттен ( США)                                |
| 1994 | П'єр-Луї Ліон ( Франція)                            |
|      | Жан-Крістоф Йокко ( Франція)                        |
|      | Жан Бурген ( Бельгія)                               |
|      | Юхим Зельманов ( США)                               |
| 1998 | Річард Евен Борхердс ( ПАР)                         |
|      | Тімоті Гауерс ( Велика Британія)                    |
|      | Концевич Максим Львович ( Франція)                  |
|      | Кертіс МакМаллен ( США)                             |
| 2002 | Володимир Воєводський ( Росія)                      |
|      | Лоран Лаффорг ( Франція)                            |
| 2006 | Андрій Окуньков ( Росія)                            |
|      | Григорій Перельман ( Росія) (відмовився від премії) |
|      | Теренс Тао ( Австралія)                             |
|      | Венделін Вернер ( Франція)                          |
| 2010 | Елон Лінденштраус ( Ізраїль)                        |
|      | Нго Бао Чау ( Франція, В'єтнам)                     |
|      | Станіслав Смірнов ( Росія)                          |
|      | Седрік Віллані ( Франція)                           |
| 2014 | Артур Авіла ( Бразилія, Франція)                    |
|      | Манджул Бгаргава ( Канада, США)                     |
|      | Мартін Гайрер ( Австрія)                            |
|      | Мар'ям Мірзахані ( Іран)                            |
| 2018 | Кочер Біркар ( Іран, Велика Британія)               |
|      | Алессіо Фігаллі ( Італія)                           |
|      | Петер Шольце ( Німеччина)                           |
|      | Акшай Венкатеш ( Австралія)                         |
| 2022 | Уго Дюмініль-Копен ( Швейцарія)                     |
|      | Джун Ха ( США)                                      |
|      | Джеймс Мейнард ( Велика Британія)                   |
|      | Марина Вязовська ( Україна)                         |